# هجوم إدلب 2014
يشير هجوم إدلب 2014 إلى سلسلة من عمليات المتمردين في محافظة إدلب خلال الحرب الأهلية السورية التي قام بها المتمردون ضد الحكومة السورية. وكانت الاشتباكات تتركز في معظم الأحيان حول خان شيخون وعلى الطريق السريع باتجاه معرة النعمان.

## هجوم المتمردين
بدأ المتمردون العملية في 5 مارس؛ وبعد ثلاثة أيام، أفيد بأن المتمردين كانوا يحاولون قطع الطريق بين إدلب والمسطومة في محاولة لإحاطة مدينة إدلب. وبعد يوم من الإبلاغ عن الهجوم، أفاد المرصد السوري لحقوق الإنسان بان أحد قادة كتيبة الجيش الحر اغتيل على يد مسلحين مجهولين بين قريتي كفر سجنة والركايا.
وقد خطّطت وحدات الجيش السوري الحرّ والقوّات المتمرّدة الأخرى مكاسب معتدلة منذ بداية عمليتهم. وفي 12 مارس، ادعت مصادر مؤيدة للمعارضة أن المتمردين قطعوا الطريق السريع M-5 في خان شيخون؛ وبعد 13 يوما، أفيد بأن المتمردين استولوا على 15 حاجز للجيش السوري في خان شيخون بعد أيام من القتال. وقال العقيد عفيف سليمان، رئيس المجلس العسكري للمتمردين في إدلب، أن الجيش سحب العديد من جنوده من محافظة إدلب لتعزيز قواتهم في محافظة اللاذقية بعد الهجوم الذي شنه المتمردون في اللاذقية عام 2014 على المنطقة الساحلية. ثم تقدم المتمردون باتجاه خان شيخون مما أدى إلى رفع الحصار عن البلدة وقطع خط الإمداد إلى قواعد الجيش السوري شمال المحافظة. وفي 29 مارس، أفيد انهم استولوا على أجزاء من بلدة الفوعة الشيعية، شمال شرق مدينة إدلب.
في 4 أبريل، أفيد بأن أربعة متمردين قتلوا بسبب اشتباكات حول حاجز سحان شمال خان شيخون. وأفيد أيضا بأن المتمردين استولوا على بلدة بابولين وقرية الصالحية، مما قطع طريق الإمداد والطريق السريع إلى قواعد وادي ضيف والحامدية في معرة النعمان. وأفيد أن ما لا يقل عن 18 جنديا نظاميا قتلوا في الاشتباكات وأن دبابتين عطبتا. بعد الاستيلاء على بابولين، وقعت اشتباكات على امتداد مسافة 20 ميل قريبة من الطريق السريع بين مورك ومعرة النعمان. وبعد يوم واحد، أفاد المرصد أن المتمردين استولوا على حاجز في خان شيخون ليلا. في 8 أبريل، قام المتمردون بتفجير سيارتين انتحاريتين في قاعدة الخزانات للتزود بالوقود شرق خان شيخون، أعقبها اشتباكات وبعد ثلاثة أيام، أفادت الأنباء أنهم أخذوا حاجز للجيش عند مفترق طرق حيش، لكن وحدات الجيش السوري استعادتها في اليوم التالي. وعلى الرغم من هذه النكسة، استولى المتمردون على حاجز الصياد في اليوم نفسه بعد اشتباكات عنيفة مع وحدات الجيش في جنوب شرق خان شيخون وفقا للمرصد.
في 15 أبريل، قتل 21 متمردا (بمن فيهم ضابط منشق وقائد كتيبة) وعدد من جنود الجيش في اشتباكات دارت حول بلدة قميناس. بالإضافة إلى ذلك، قتل 6 متمردين بينما أصيب ما لا يقل عن 40 شخصا، وقد فقدت الصلة مع 25 متمردا بعد كمين قامت به وحدات الجيش السوري حول معسكر الحامدية، كما افادت الأنباء أن حركة حزم التابعة للجيش الحر تلقت 20 صاروخ تاو مضاد للدبابات من «مصدر غربي».
في 5 مايو، فجر المتمردون 'قنبلة نفق' تحت حاجز الصحابة في شرق خان شيخون واستولوا عليها. وذكر المرصد، أن حوالي 30 مقاتل مؤيد للحكومة (بينهم ضابطان) لقوا مصرعهم في الانفجار. نفت المصادر الموالية للحكومة هذا الادعاء ولم تذكر سوى عدد من الجرحى. وفي 14 مايو، ضربت قاعدة وادي الضيف من قبل قنبلة نفق أخرى. ووفقا للمرصد السوري لحقوق الإنسان، قتل وجرح العشرات من المقاتلين الموالين للحكومة جراء الانفجار.
في 24 مايو، ووفقا لما ذكره المرصد، شن المتمردون هجوما باتجاه حيش وقيل أنهم استولوا على حاجزي تقاطع كفر بسين وحيش التابعتين للجيش. في اليوم التالي، قام المتمردون بتفجير ست سيارات مفخخة: أربعة عند حواجز في منطقة جبل الأربعين واثنان في قاعدة الخزانات في شرق خان شيخون. وبحسب المرصد، فان العشرات من المقاتلين الموالين للحكومة قتلوا واصيبوا جراء الانفجارات في منطقة جبل الأربعين وما لا يقل عن 16 في قاعدة الخزانات. اسفرت الهجمات عن تقدم المتمردين في منطقة جبل الأربعين والاستيلاء على قاعدة الخزانات. نفت مصادر مؤيدة للحكومة كل ذلك وادعت أن الجيش يتقدم في منطقة الاربعين. في اليوم التالي، استولى المتمردون على حاجز السلام غرب خان شيخون، مما أدى إلى تأمين خان شيخون ومحيطها بالكامل، وحاجز في منطقة حيش. وقتل أربعة متمردين (بمن فيهم قائد) خلال الاستيلاء على قاعدة الخزانات في 25.

## بعد ذلك
في 27 أكتوبر، اقتحمت جبهة النصرة مواقع حكومية حول إدلب في محاولة لقطع خطوط الإمداد إلى المدينة. وفي وقت لاحق من اليوم نفسه، استعاد الجيش جميع المباني والنقاط الاستراتيجية التي تسيطر عليها جبهة النصرة في المدينة وقربها.